# زيزي (لوداب)
زیزي (بالفارسية: زیزی) هي قرية تقع في إيران في قسم لوداب الريفي. يقدر عدد سكانها بـ 362 نسمة بحسب إحصاء 2016.